# Celimba parvula
Celimba parvula – gatunek kosarza z podrzędu Laniatores i rodziny Assamiidae. Jedyny znany przedstawiciel monotypowego rodzaju Celimba.

## Występowanie
Gatunek został wykazany z Tanzanii.